# Sajópüspöki
Sajópüspöki ist eine ungarische Gemeinde im Kreis Putnok im Komitat Borsod-Abaúj-Zemplén.

## Geografische Lage
Sajópüspöki liegt in Nordungarn, 38,5 Kilometer nordwestlich des Komitatssitzes Miskolc, sieben Kilometer südwestlich der Kreisstadt Putnok, acht Kilometer nordöstlich der Stadt Ózd, am Fluss Sajó unweit der slowakischen Grenze. Nachbargemeinden sind Bánréve und Sajónémeti. Jenseits der Grenze befindet sich der slowakische Ort Vlkyňa.

## Geschichte
Im Jahr 1913 gab es in der damaligen Kleingemeinde 142 Häuser und 634 Einwohner auf einer Fläche von 1906 Katastraljochen. Sie gehörte zu dieser Zeit zum Bezirk Putnok im Komitat Gömör és Kishont.

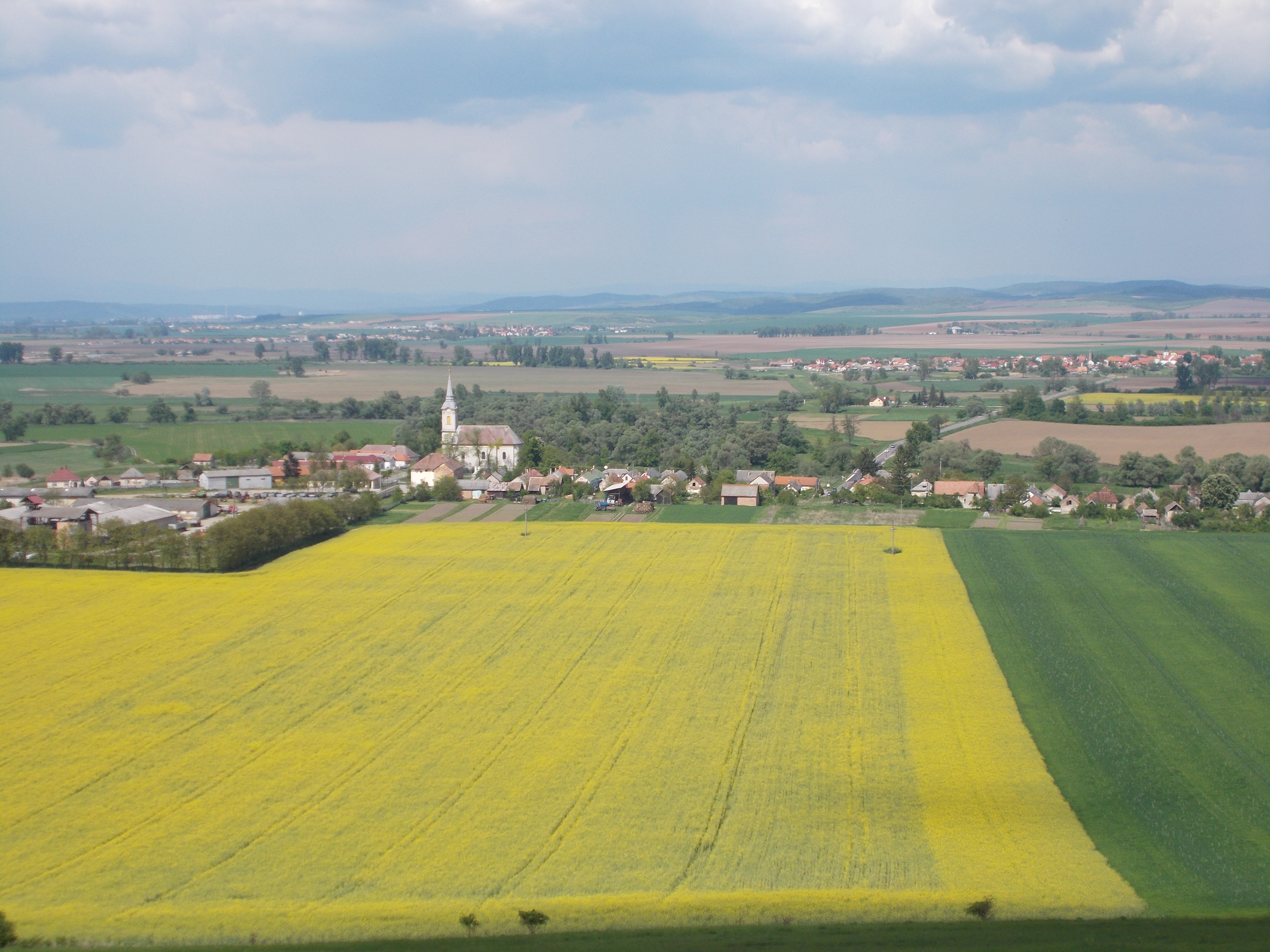
Blick auf Sajópüspöki
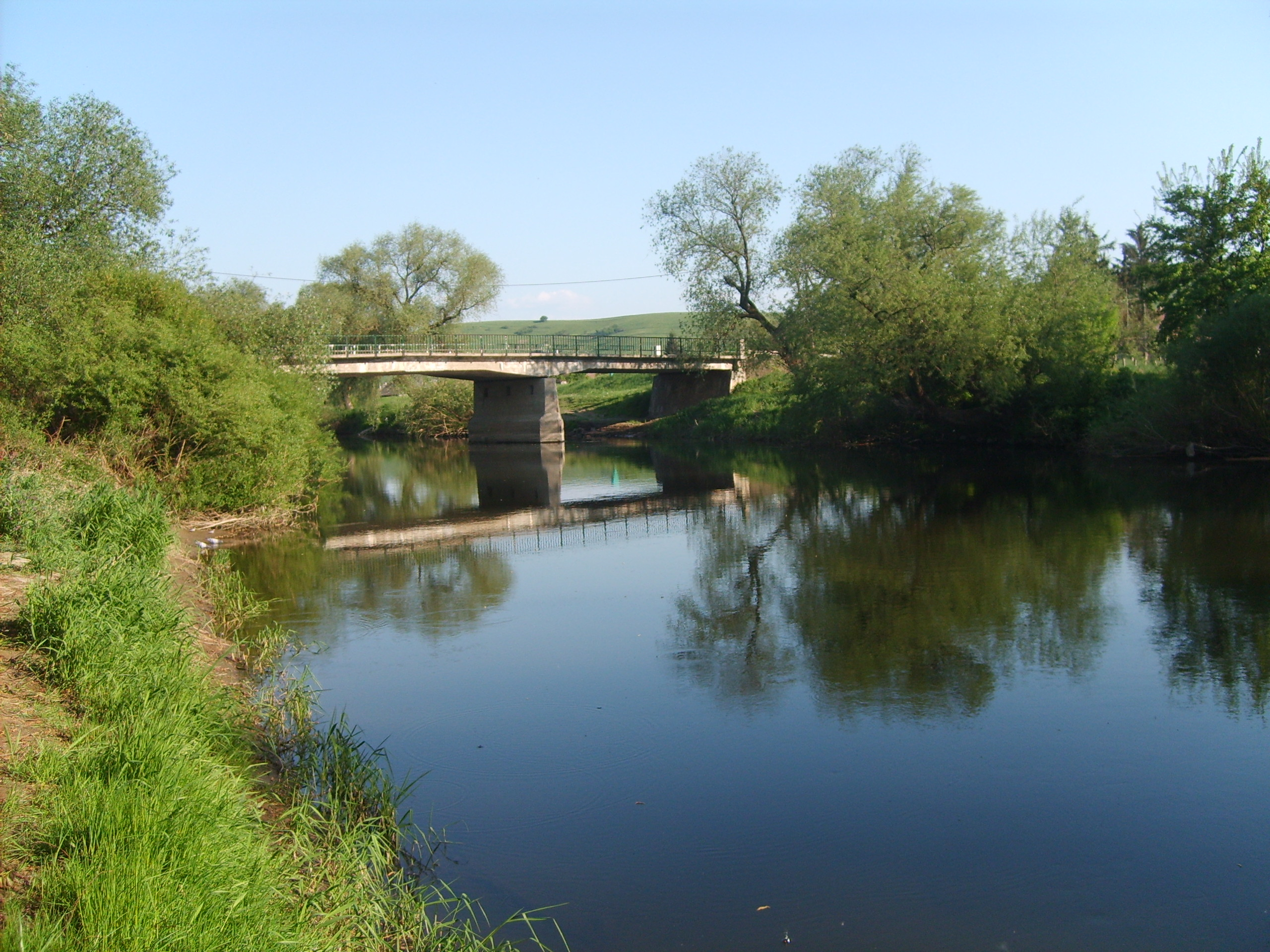
Der Fluss Sajó bei Sajópüspöki
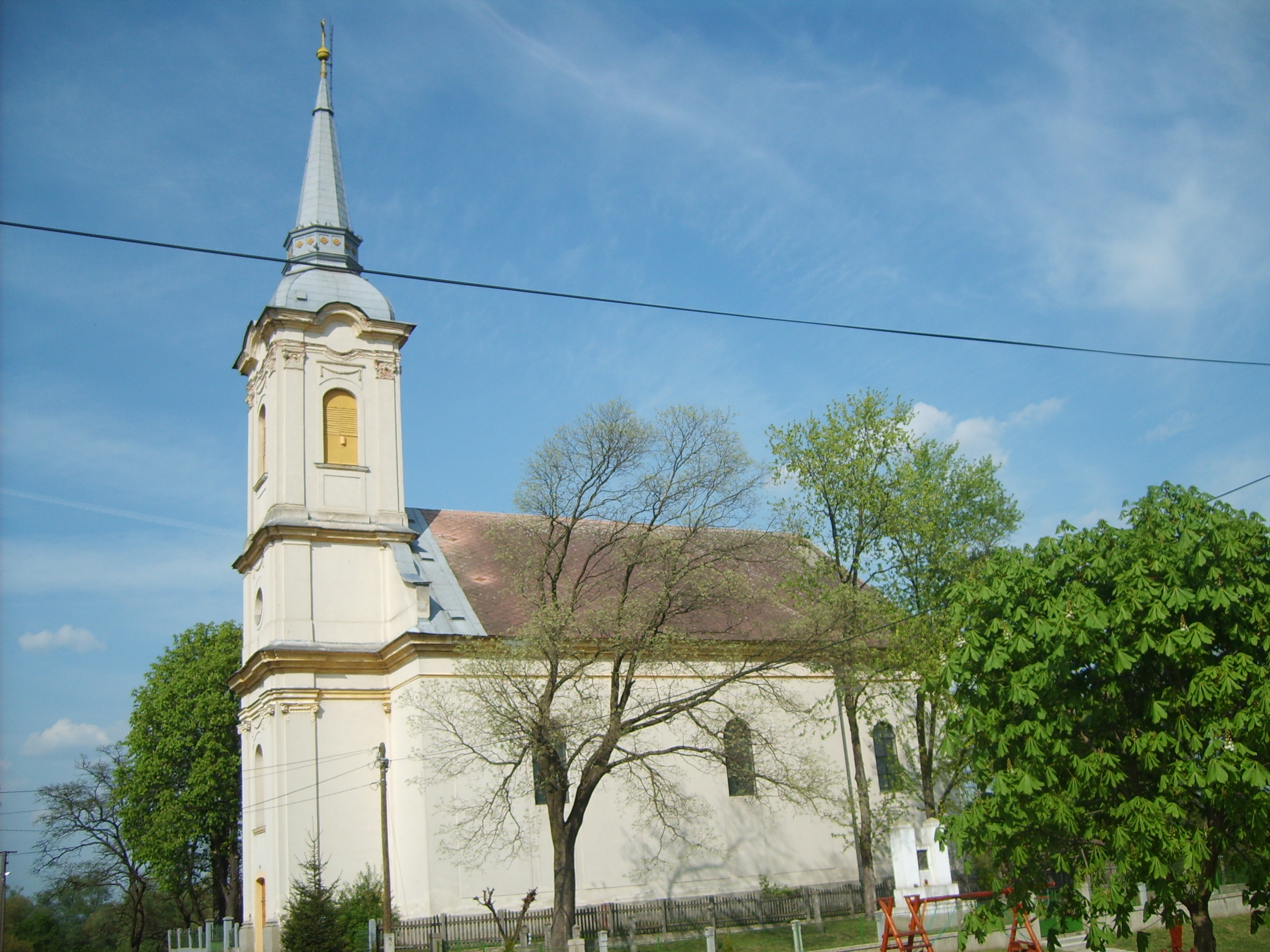
Röm.-kath. Kirche Kisboldogasszony

## Sehenswürdigkeiten
- Römisch-katholische Kirche Kisboldogasszony, erbaut 1792–1794 im spätbarocken Stil, der Turm wurde 1799 hinzugefügt
- Weltkriegsdenkmal

## Verkehr
Durch Sajópüspöki verläuft die Hauptstraße Nr. 25. Es bestehen Busverbindungen über Bánréve nach Putnok, nach Sajónémeti sowie nach Ózd. Der nächstgelegene Bahnhof befindet sich zwei Kilometer nördlich in Bánréve.